# 9100 Tomohisa
9100 Tomohisa eller 1996 XU1 är en asteroid i huvudbältet som upptäcktes den 2 december 1996 av den japanska astronomen Takao Kobayashi vid Ōizumi-observatoriet. Den är uppkallad efter den japanske amatörastronomen Tomohisa Ohno.
Asteroiden har en diameter på ungefär 6 kilometer.